# Ahmat Taboye
Ahmat Taboye (także: Ahmad Taboye) – czadyjski literaturoznawca, kierownik wydziału literatury współczesnej na Uniwersytecie Ndżameńskim. Od 23 marca 2009 minister szkolnictwa wyższego, badań naukowych i kształcenia zawodowego w rządzie premiera Youssoufa Saleha Abbasa. Po zmianie rządu i objęciu funkcji premiera przez Emmanuela Nadingara zachował tekę ministra.
W 2003 Taboye opublikował pierwszą w historii antologię literatury czadyjskiej (fr. Panorama critique de la littérature tchadienne), będącej dokumentem czterdziestu lat rozwoju rodzimego piśmiennictwa w Czadzie a jednocześnie próbą popularyzacji literatury czadyjskiej. Jest także autorem rozpraw i artykułów, poświęconych lokalnej tradycji literackiej oraz postaciom pisarzy czadyjskich (takich jak m.in. Noël Nètonon Ndjékéry, Koulsy Lamko i in.).